# Isabel Garrido
Isabel Garrido, all'anagrafe Isabel Garrido Fernández (La Coruña, 14 luglio 1998), è un'attrice spagnola, nota per aver interpretato il ruolo di Maruxiña Corrales nella soap Una vita (Acacias 38).

## Biografia
Isabel Garrido è nata il 14 luglio 1998 ad La Coruña, nella comunità della Galizia (Spagna), e oltre alla recitazione canta, è bilingue (spagnolo e galiziano) e lavora bene anche con l'inglese e il francese.

## Carriera
Isabel Garrido si è formata presso la Casa Hamlet School, presso la Noite Bohemia Theatre Company e la scuola superiore d'arte drammatica della Galizia, tra le altre istituzioni. Ha frequentato corsi da camera. Nel 2010 ha iniziato a recitare nella commedia teatrale Viva o Teatro. Nello stesso anno è stata nominata per il Premio Don Bosco come Migliore attrice bambina. Nel 2011 ha partecipato all'opera teatrale O caso da muller asasiñada  e nel 2012 in Non bebas auga. Nel 2013 ha vinto il premio Don Bosco come Miglior attrice cadetta per la sua interpretazione nell'opera teatrale A via fantastica. Successivamente, ha partecipato a opere, come nel 2015 in Bacantes, nel 2016 in Eumenides, nel 2017 in Don Juan Tenorio, nel 2018 Womanizer e nel 2019 in Que Dios reparta fuerte.
Nel 2014 ha recitato nella serie Como galegos!. Nel 2020 è entrata a far parte del cast della serie Il caos dopo di te (El desorden que dejas), nel ruolo di Nerea Casado Macías. L'anno successivo, nel 2021, è stata scelta per interpretare il ruolo di Maruxiña Corrales nella soap opera in onda su La 1 Una vita (Acacias 38) e dove ha recitato insieme ad attori come María Gracia, Manuel Bandera, Abril Montilla, Marco Cáceres e Marita Zafra. Nel 2022 ha ricoperto il ruolo di Jess nella serie Élite. Nello stesso anno ha interpretato il ruolo di Susanna nel film La manzana de oro diretto da Jaime Chávarri.

## Filmografia

### Cinema
- La manzana de oro, regia di Jaime Chávarri (2022)

### Televisione
- Como galegos! – serie TV (2014)
- Il caos dopo di te (El desorden que dejas) – serie TV (2020)
- Una vita (Acacias 38) – soap opera, 80 episodi (2021)
- Élite – serie TV (2022)

## Teatro
- Viva o Teatro (2010)
- O caso da muller asasiñada (2011)
- Non bebas auga (2012)
- A vía fantástica (2013)
- Bacantes (2015)
- Eumenides (2016)
- Don juan tenorio (2017)
- Womanizer (2018)
- Que Dios reparta fuerte (2019)

## Doppiatrici italiane
Nelle versioni in italiano dei suoi film e delle sue serie TV, Isabel Garrido è stata doppiata da:
- Lucrezia Marricchi[18] ne Il caos dopo di te[19]
- Alice Bertolocchi[20] in Una vita[21]

## Riconoscimenti
- Premio Don Bosco
  - 2010: Candidata come Migliore attrice bambina per l'opera teatrale Viva o Teatro
  - 2013: Vincitrice come Miglior attrice cadetta per l'opera teatrale A via fantastica
- Premio Mateo Mestre
  - 2021: Candidata come Miglior attrice non protagonista per la serie Il caos dopo di te (El desorden que dejas)[22]